# Chambre de compensation avec contrepartie centrale
Une chambre de compensation avec contrepartie centrale (CCCC), en anglais Central counterparty clearing (CCP), est une institution financière qui agit comme un intermédiaire entre un acheteur et un offreur sur les marchés. Plutôt que de se vendre un actif financier entre eux, les agents économiques passent par une chambre de compensation avec contrepartie centrale, qui centralise la vente et donc le risque.

## Concept
Le système financier est marqué par le risque de contrepartie, à savoir le risque que, lorsqu'un contrat financier est signé, une des parties manque à ses engagements. La compensation financière est un mécanisme qui permet d'assurer la transaction selon le contenu du contrat signé. Une chambre de compensation est une entité financière spécialisée vers laquelle se tournent les parties pour déléguer la gestion de la compensation.
Une Chambre de compensation avec contrepartie centrale est une chambre de compensation particulièrement sophistiquée qui permet aux parties de déléguer l'intégralité du risque. Les parties n'échangent plus de titres financiers entre eux, mais par le biais de la CCCC. Ainsi, aucune contrepartie ne conserve d'exposition directe au risque de défaut, car tout passe par la chambre. Ainsi, la chambre endosse le rôle du vendeur de l'actif financier auprès de l'acheteur, et d'acheteur auprès du vendeur, comme un intermédiaire. Afin de se prémunir des risques, la chambre doit se garantir des marges et des réserves afin de faire face au risque de défaut d'une des parties.
De manière pratique, la CCCC se pose comme intermédiaire entre deux agents économiques. Un trader A souhaite acheter une action à un trader B ; plutôt que de se l'échanger directement, le trader B vend un contrat à une chambre de compensation, qui est acheté par le trader A.
Les CCCC se prémunissent contre le risque par divers moyens, comme un système d'appel de marge, et un dépôt de garantie. Elles ont recours à des actifs assez liquides, comme de la monnaie ou des actifs sûrs de court terme.

## Analyse économique

### Réduction du risque individuel
Une chambre de compensation avec contrepartie centrale réduit le risque en allouant le risque de crédit entre ses membres. En s'interposant entre les agents lors d'une transaction, les CCCC ont pour rôle implicite de réduire les interconnexions entre les agents, et notamment entre les banques.

### Source de risque systémique
Les CCCC peuvent être source de risque financier systémique dans certains cas extrêmes,. En effet, si les CCCC protègent contre des chocs sectoriels (entre quelques banques entre elles), elles n'ont pas vocation à protéger le système tout entier et ne peuvent protéger contre le risque agrégé.
De plus, une étude de Jean-Charles Rochet et Jean Tirole publiée en 1996 montre que les CCCC peuvent concentrer du risque et créer des interconnexions supplémentaires ; dans ce cas, elles déplacent le risque plutôt qu'elles l'éliminent.
Dans un article publié en 2015 dans le BIS Quarterly Review, des économistes montrent qu'un effet domino pour avoir des répercussions mondiales dans le cas où quelques CCCC névralgiques subissaient un stress financier concomitamment.

### Réduction de la demande de collatéraux
Une étude menée par Duffie, Scheicher et Vuillemey en 2015 montre que l'impératif de passer par une CCCC réduit la demande de collatéraux sur les marchés financiers.

## Historique

### Crise financière (2007-2008)
Pendant la crise financière mondiale de 2007-2008, les CCCC ont résisté face aux chocs financiers.

### Après la crise financière (2009-aujourd'hui)
Les CCCC gagnent en importance après la crise : une étude de Faruqui et al., publiée en 2018, montre que le clearing rate (le taux de recours à une chambre de compensation) a fortement augmenté entre 2010 et 2017. En ce qui concerne les swaps de taux d'intérêt sur les marchés de gré à gré, si 20 % étaient couverts par une CCCC en 2010, le montant est de 60 % en 2017 ; pour les credit default swaps, le montant est passé de 10 % à 40 %.
En 2018, les cinq principaux agents économiques utilisateurs des CCCC représentent près de la moitié des montants gérés par ces chambres. Au deuxième trimestre de l'année 2018, par exemple, l'exposition de JPMorgan Chase est de plus de trente trillions de dollars.

## Régulation

### Réglementation
Dans l'Union européenne, plusieurs textes réglementent les CCCC. La directive et le règlement MIF régissent leur fonctionnement.
En Russie, la CCCC doit obtenir une licence auprès de la Banque centrale de la fédération de Russie. Le Centre de compensation nationale est la contrepartie centrale de la bourse de Moscou.

### Politiques publiques
Plusieurs économistes ont proposé des réformes financières pour modifier le fonctionnement ou réduire les risques au sujet des CCCC. Dans un papier de 2013, Biais et al. doutent de la possibilité d'améliorer la gouvernance des CCCC par le biais d'une augmentation de la concurrence. Ces institutions fonctionnent grâce à de grandes économies d'échelles ; aussi, selon Duffie et al. (2015), augmenter le nombre de CCCC aurait pour conséquence d'augmenter le besoin de collatéraux.